# Калевальское городское поселение
Калева́льское городско́е поселе́ние — муниципальное образование в составе Калевальского национального района Республики Карелия Российской Федерации.
Административный центр — посёлок городского типа Калевала.

## Население
| 2009  | 2010  | 2012  | 2013  | 2014  | 2015  | 2016  |
| ----- | ----- | ----- | ----- | ----- | ----- | ----- |
| 5278  | ↘4840 | ↘4713 | ↘4666 | ↘4471 | ↘4312 | ↘4187 |
| 2017  | 2018  | 2019  | 2020  | 2021  | 2023  |       |
| ↘4152 | ↘4103 | ↘4083 | ↘4043 | ↘3694 | ↘3575 |       |

## Населённые пункты
В городское поселение входят два населённых пункта:
| № | Населённый пункт | Тип населённого пункта | Население |
| - | ---------------- | ---------------------- | --------- |
| 1 | Калевала         | пгт                    | ↘3417     |
| 2 | Куусиниеми       | посёлок                | ↘158      |

## Символика
10 октября 2013 г. сессия Совета Калевальского городского поселения утвердила герб на основе герба Ухтинской республики и флаг, повторяющий рисунок герба 

## Местное самоуправление
Главы городского поселения
- Юрий Владимирович Шилов
- Зоя Петровна Пекшуева[17]
- Нина Ивановна Станкевичус[18]